# Холодноярська вулиця (Київ)
Холодноя́рська ву́лиця — вулиця в Голосіївському і Солом'янському районах міста Києва, місцевість Совки. Пролягає від проспекту Валерія Лобановського до Охтирської вулиці та Охтирського провулку. 
Прилучаються вулиці Ясна, Сумська, Каменярів та Братів Чучупаків.

## Історія
Початковий відрізок вулиці виник наприкінці 30-х років XX століття під назвою Совська Балка (від улоговини між Совками та Ширмою, якою проходить вулиця). Назва вулиця Кайсарова на честь російського генерала П. С. Кайсарова, похованого у Києво-Печерській лаврі, надана з  1962 року.
Сучасна назва — з вересня 2022 року, на честь подій українського антибільшовицького повстанського руху та діяльності Холодноярської республіки.